# Redifusión web
La redifusión web se refiere a la redifusión o redistribución de contenido web mediante la cual parte de la información de una página web se pone a disposición de otros sitios web. Esto puede ser simplemente licenciando el contenido para que puedan usarlo otras personas; sin embargo, en general, la redifusión web se refiere a ofrecer un contenido informativo desde una fuente web originario de una página web para proporcionar a otras personas la actualización del mismo (por ejemplo, noticias de un periódico, nuevos artículos en una bitácora, los últimos comentarios en un foro, etcétera). 
En definitiva, siguiendo el artículo de Aníbal de la Torre (2006), entenderíamos que la sindicación web consiste en reunir y redifundir el contenido adaptándolo, personalizándolo y actualizándolo lo mejor posible a las necesidades de los usuarios.

Un logo típico de redifusión web.

Las fuentes web suelen codificarse en XML, aunque el formato puede ser cualquier otro que pueda transportarse mediante HTTP, como son HTML o JavaScript. Las dos principales familias de formatos de redifusión web son RSS y Atom. Recientemente el término RSS (Sindicación Realmente Simple) se ha usado indistintamente para referirse también a cualquiera de los formatos de fuentes web, ya sea RSS o Atom.
Para leer una fuente web es necesario suscribirse mediante un agregador, una aplicación (de escritorio o basada en web) que muestra los contenidos nuevos publicados por el proveedor de la fuente web suscrita.
Esto tuvo su origen en las páginas de noticias y las bitácoras, pero cada vez se utiliza más para redifundir cualquier tipo de información. La redifusión web también está ganando importancia en el comercio en línea, ya que los internautas son reacios a proporcionar información personal con fines comerciales (como apuntarse a un boletín de noticias) y en cambio esperan la posibilidad de recibir información mediante la suscripción a una fuente web que permita la redifusión de sus contenidos.

## Sindicación web en términos prácticos
Sindicación web es una forma de suscripción en la cual parte del material de un sitio web se hace disponible en otros sitios web o de un lector especial. El sitio web o lector receptor recibe un resumen (web feeds) de las últimas informaciones del sitio emisor. Esta facilidad permite a usuarios de Internet consumir en un solo sitio y de manera resumida solamente el contenido de su interés de todos los sitios web que visite.